# Liste der Kulturdenkmäler in Nauroth
In der Liste der Kulturdenkmäler in Nauroth sind alle Kulturdenkmäler der rheinland-pfälzischen Ortsgemeinde Nauroth aufgelistet. Grundlage ist die Denkmalliste des Landes Rheinland-Pfalz (Stand 4. Mai 2023).

## Einzeldenkmäler
| Bezeichnung | Lage                 | Baujahr                  | Beschreibung                                                                              | Bild                           |
| ----------- | -------------------- | ------------------------ | ----------------------------------------------------------------------------------------- | ------------------------------ |
| Quereinhaus | Mittelstraße 24 Lage | 17. oder 18. Jahrhundert | Fachwerk-Quereinhaus, teilweise massiv, verkleidet, wohl aus dem 17. oder 18. Jahrhundert | weitere Bilder Fotos hochladen |